# ТЕС Ал-Каміл
22°23′24″ пн. ш. 59°4′11″ сх. д. / 22.39000° пн. ш. 59.06972° сх. д.
ТЕС Ал-Каміл – теплова електростанція на сході Оману, за півсотні кілометрів на південний захід від міста Сур.
У 2002-му на майданчику станції ввели в експлуатацію три встановлені на роботу у відкритому циклі газові турбіни потужністю по 94,1.
Як паливо ТЕС використовує природний газ, постачений по трубопроводу від родовища Сайх-Равл,  котрий живить завод зі зрідження газу Оман ЗПГ.
Видача продукції відбувається по ЛЕП, розрахованій на роботу під напругою 132 кВ.
Проект реалізували через компанію Al Kamil Power Company SAOG, головним учасником якої з часткою 65% є французька Engie. В 2022-му, після завершення двадцятирічного контракту на гарантований викуп продукції, власність на станцію повинна буде перейти до держави Оман.